# Baraja
Una baraja  es un conjunto de naipes o cartas empleado en juegos de mesa. Los naipes son cartulinas rectangulares, que tienen una cara frontal con dibujos, números y/o letras que permite identificarlas y diferenciarlas. Al dorso tienen un diseño uniforme que impide identificarlas. 
Existen diferentes tipos de barajas: las tradicionales, generalmente asociadas a alguna cultura, o país, como por ejemplo la baraja española, la inglesa, la francesa o la de tarot. Entre las modernas, destacan las barajas para juegos de cartas coleccionables, sin embargo hay muchas barajas para diferentes juegos.  

## Etimología
El verbo barajar aparece testimoniado ya durante el siglo XII con el sentido «reñir», «pelearse». Posteriormente se le atribuye el sentido de «mezclar los naipes». Hay tres posibilidades: 
a) bien el origen que lo relaciona con «luchar», que es el más antiguo y original;
b) el sentido «mezclar» sería original aunque solo por el azar no esté testimoniado hasta más adelante;
c) la palabra significaría «mezclar», evolucionó hasta el sentido «pelear» y luego habría vuelto a desarrollar un sentido «mezclar» referido a los naipes.
Las tres posibilidades aparecen recogidas por Corominas y Pascual, que prefieren la (a) aunque admiten como posibles (c) y (b). Si el origen fuera (b) o (c), el vocablo podría proceder del latín tardío *varalia (de vara) con el sentido «entretejido de varas". Para el origen (a) no hay una etimología convincente. El sustantivo baraja deriva del verbo barajar.
La etimología de naipe es desconocida. La palabra se usa con el mismo sentido que en español, en catalán, y con un sentido relacionado en portugués y antiguamente en italiano. Se ha intentado relacionar de varias maneras con diversos términos árabes, siguiendo la teoría de que los juegos de naipes fueron introducidos en Europa por los árabes , pero ninguno de los intentos es satisfactorio desde el punto de vista filológico.

## Naipes
Una baraja está compuesta de varias decenas de naipes. Un naipe, o carta, es una tarjeta, tradicionalmente hecha de cartón (y actualmente también de plástico), generalmente rectangular en la que ambas caras están claramente diferenciadas. Por el frente contienen números, letras y/o dibujos que permiten identificarlas y diferenciarlas unas de otras dentro de cada baraja. Por el dorso tienen todas un mismo diseño con el objeto de que no sea posible identificarlas. Si alguna tiene un elemento en el dorso que permitiera reconocerla, se llama carta marcada e implica la nulidad de toda la partida. 

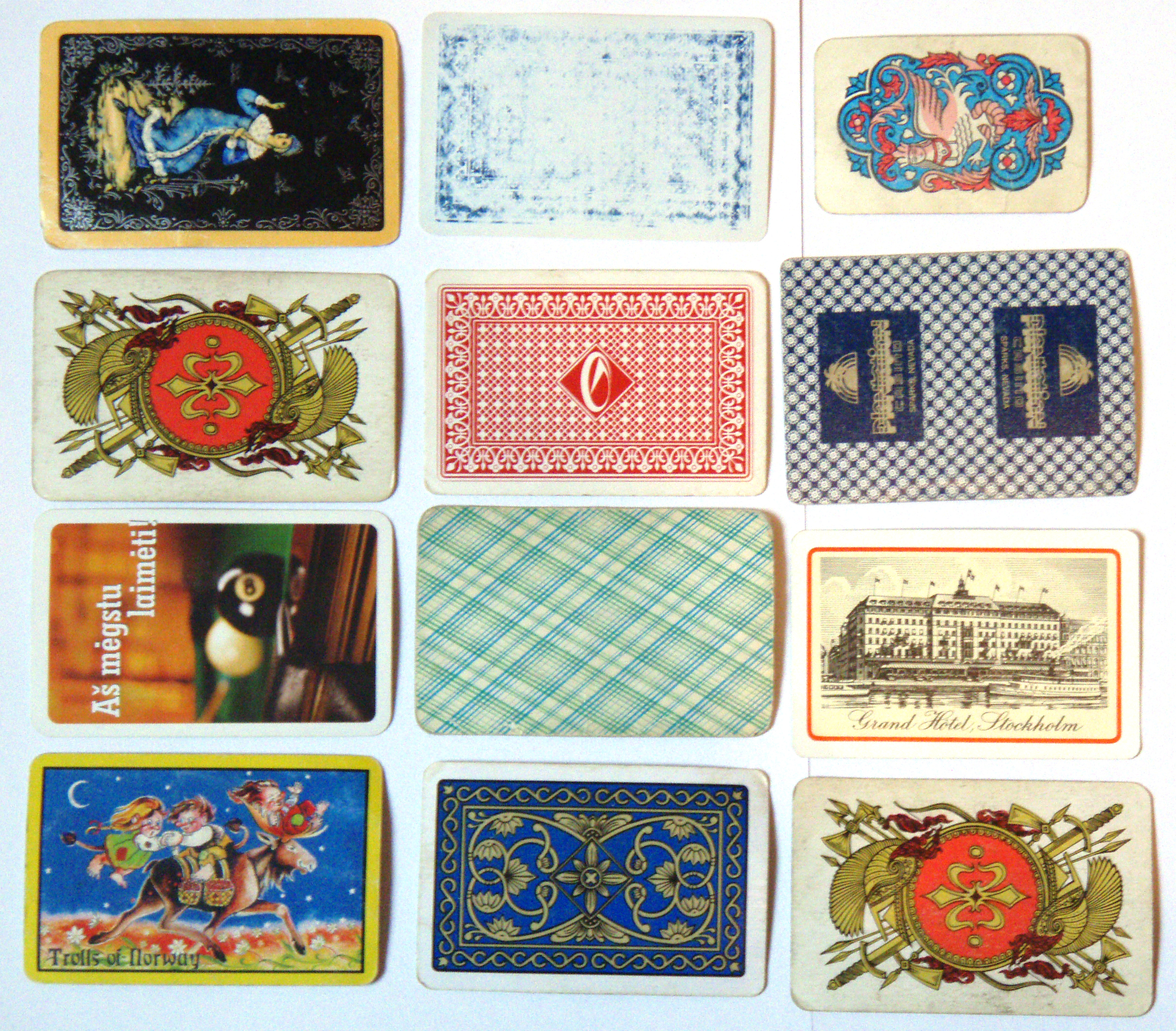
Doce cartas de distintas confecciones vistas de dorso. Se observan que pueden usarse diseños geométricos simples o dibujos más elaborados.

En las barajas tradicionales cada naipe pertenece a uno de los palos de la baraja y el dibujo de la carta se corresponde con dicho palo. Hay alrededor de una docena de cartas de cada palo. Además, puede haber cartas especiales, como el comodín o los arcanos mayores del Tarot que no pertenecen a ningún palo.
A su vez, cada carta está numerada, en una serie por cada palo. Se llaman cartas numéricas a aquellas en las que el dibujo de cada palo se repite la cantidad de veces que indica el número. Para los números más altos, esto se omite y, en su lugar, aparecen figuras, que es la representación de una persona. Y en estos casos, el número puede reemplazarse por la inicial del nombre de la figura. Por ejemplo la letra R si es el rey. Esto también puede hacerse en la primera carta, llamado as. En este caso, puede usarse la letra A. 
Con estos dos parámetros, palo y número, es posible identificar de manera unívoca cada una de las cartas de una baraja. Por ejemplo «as de oros» identifica a una, y solo una, carta de la baraja española.

## Dinámica de los juegos
En la mayoría de los juegos de naipes, la baraja, o una parte de ella, debe ser mezclada de manera que las cartas queden dispuestas de manera aleatoria, es decir constituyendo una sucesión que no pueda ser obtenidas mediante un algoritmo más corto que la sucesión misma. A la acción de mezclar las cartas se la llama barajar. El carácter aleatorio de las cartas implica que en todo juego de cartas hay una componente de azar.

## Tipos de barajas

### Barajas para juegos de cartas
Los tres modelos de barajas europeas clásicos
- La baraja española compuesta por cartas de cuatro palos: oros, copas, espadas y bastos. Cada palo tiene 12 cartas: las numéricas del 1 al 9. Las últimas 3 son figuras: el 10 es la sota (un paje); el 11, el caballero (un caballero montado) llamado coloquialmente caballo; y el 12, el rey. Se completa así una baraja 48 naipes. A veces se agregan 2 comodines dando una baraja de 50 cartas. Algunos juegos requieren 10 cartas por palo. Para esto se quitan, los 8 y los 9 ,  . Se completa así la baraja de 40 cartas. La baraja napolitana tiene los palos de la española. Las cartas numéricas van del 1 al 7 y la sota está numerada como 8, el caballo como 9 y el rey como 10. Probablemente la baraja española fue adoptada en Nápoles durante el dominio de Aragón y ha evolucionado posteriormente más en España que en Italia, por lo que la napolitana es parecida a la antigua baraja española. La aparición de las primeras barajas españolas influyó en el origen de las barajas alemanas, que adaptaron los palos a una simbología de caza.
- la baraja alemana está compuesta por cartas de cuatro palos: Schellen (campanas), Gras o Grün o Laub (pasto, verde o follaje), Herz o Rot (corazón o rojo) y Eichel (bellota). Cada palo tiene 9 cartas, donde una baraja de 36 cartas. Las cartas numéricas van del 6 al 10, y están seguidas por las figuras Unter o Bauer (inferior o campesino), Ober o Dame (superior o dama), König (rey) y Daus o Ass (dos o as). La baraja germano-suiza es una conocida derivación de la alemana, donde los corazones y las hojas se habrían convertido en rosas y escudos, respectivamente. La baraja alemana dio origen a muchas otras, entre las que destaca la francesa.
- la baraja francesa está compuesta por cartas de cuatro palos: corazones, diamantes, picas (un arma) y tréboles. Tanto los corazones como los diamantes se representan en rojo mientras que las picas y los tréboles en color negro. Cada palo tiene 13 cartas dando una baraja de 52. Están numeradas del 1 al 10 y seguidas por tres figuras: el Valet (paje), la Dame (señora) y el Roi (rey) en las que el número se reemplaza por la iniciales V, D y R. La baraja inglesa es semejante a la baraja francesa pero se traducen al inglés los nombres de las figuras: el paje es Jack,  la dama es Queen (reina) y el rey es King. De la misma manera cambian las iniciales que identifican cada una: J, Q y K. Además el as, se dice Ace y reemplaza el número 1 por la letra A. Llegado el siglo XIX, se introdujo por primera vez en versiones estadounidenses de esta baraja la figura del Joker (bufón).

Barajas que toman como modelo el modelo clásico añadiendo cartas
- baraja de Tarot, con los mismos palos que la española. Cada palo tiene 14 cartas. Las numéricas 1 al 10. Luego hay 4 figuras u «honores»: Sota, Reina, Rey y Caballero. A continuación se agregan 22 naipes especiales sin palo conocidos como arcanos mayores. Todo esto suma una baraja de 78 cartas. La baraja Minchiate. Semejante a la del Tarot, pero con 40 arcanos.

Barajas asiáticas
- barajas Karuta: barajas japonesas clásicas, siendo las barajas más populares la Hanafuda y la Uta-garuta;
- barajas Ganjifa o Gânjaphâ: barajas originadas en Persia, cuya variación de este tipo de juego de cartas, llamada Dasavatara ganjifa, se hizo popular en la India. Algunas barajas, tienen sus cartas circulares. Diez cartas de una baraja Ganjifa.

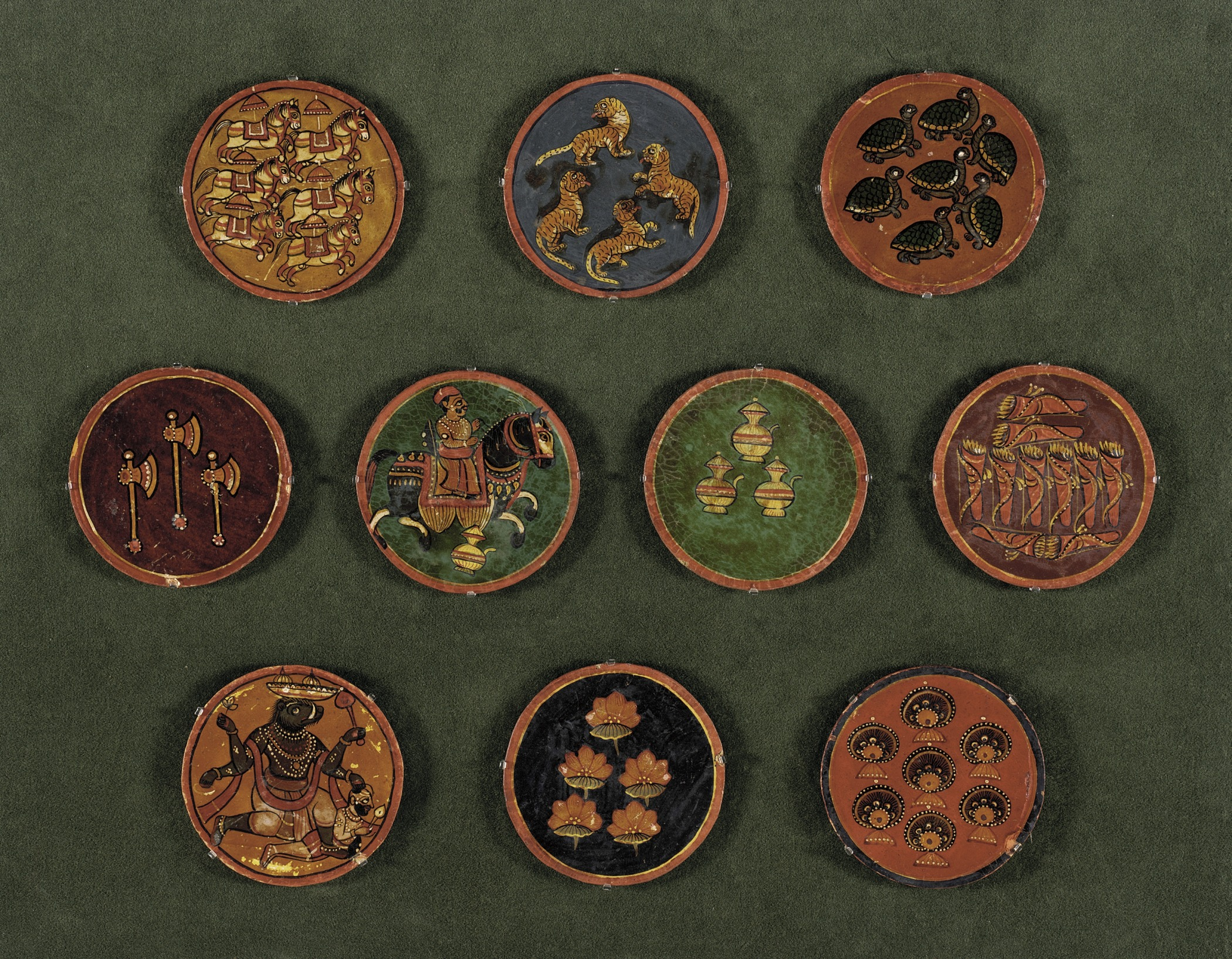
Diez cartas de una baraja Ganjifa.

### Otros tipos de barajas
- Barajas de cartomagia: barajas usadas para el ilusionismo;
- Barajas de cartas coleccionables
- Barajas para juegos específicos.

Los juegos de naipes más conocidos son el Tute, el Mus, el 
Conquián, La Escoba y la Brisca (en España), la Briscola (en Italia), la Belote (en Francia), el Skat, Doppelkopf y el Schafkopfel (en Alemania), el Truco (en Argentina, Brasil, Chile, Paraguay, Venezuela y Uruguay), el Bridge, el Blackjack, el Póquer y la Canasta.

## Historia
Hay diferencias de opiniones sobre si los naipes se originaron en la India, o si se usaron primero en la China o Egipto, aunque la opinión mayoritaria es que habrían sido creadas durante el siglo XII, en China.
En China se jugaba con un tipo de naipe que derivó del papel moneda y de las fichas del dominó. En Persia se originó el Ganjifa o Gânjaphâ, un tipo de juego de cartas que se hizo popular en la India durante el imperio mogol en el siglo XVI. En la India se jugaba el Dasavatara Ganjifa, juego que está formado por una baraja con diez palos basados en los diez avatares o reencarnaciones del dios Visnú: pescado, tortuga, jabalí, león, enano, hacha, arco y flecha, rayo, caracola y caballo. La mayoría de los naipes indios son redondos, de diferentes tamaños y están hechos con cartón lacado, cartón piedra y en ocasiones marfil. Igualmente, en Japón se juega los juegos de cartas Karuta y sus dos barajas más populares son el Hanafuda y el Uta-garuta.

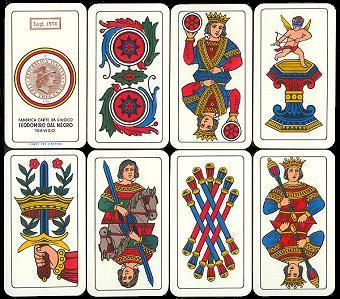
Cartas de un juego italiano.

Lo más probable es que los naipes llegasen a Europa desde Oriente, introducidos por los árabes a través de los reinos cristianos de España, aunque también se dice que fueron traídos por los cruzados. La primera versión puede apoyarse en que la baraja occidental más antigua sea la llamada española y que los palos de la baraja árabe eran monedas, copas, cimitarras y bastones, que evolucionarían después a oros, copas, espadas y bastos.
En el Principado de Cataluña, el Consell de Cent, prohibió las tahurerías en 1310, en Barcelona, pero eso no prueba que se jugara a los naipes en esa fecha tan temprana. Se dice que en otras partes de España, eran conocidos los naipes, pues los estatutos de la orden de caballería de la Banda fundada por don Alfonso XI de Castilla en 1331, prohibían a los caballeros jugar a los naipes. Igual prohibición dictó don Juan I de Castilla en 1387. De la Corona de Aragón pudieron pasar a Italia, a partir de la conquista de Sicilia por Pedro III de Aragón (1282). Efectivamente, los italianos pretenden haberlos conocido ya en 1299 y si, como creen algunos, los naipes dieron ocasión al grabado sobre madera también a los italianos debería atribuirse esta invención. Pero lo más seguro es que, si vinieron de Oriente, también vino con ellos el modo de impresión.
En Francia, en 1337, en las constituciones de la Abadía de San Víctor, en Marsella, se menciona —prohibiéndolo a los frailes— un juego que llaman «páginas» que podría referirse a los naipes:

quod nulla persona audeat nec praesumat ludere ad taxillos nec ad paginas

En agosto de 1381, el hijo de un mercader de Marsella, a punto de embarcar para Alejandría, promete abstenerse de los juegos de azar, entre los que nombra la baraja: nahipi.
El padre jesuita Menéstrier (1631-1705), en un artículo publicado en 1702, en el Journal del Trévoux, expone que las primeras cartas francesas se fabricaron en España en 1392 para entretenimiento del rey Carlos VI, aquejado de ataques de «melancolía», y que el juego simbolizaba la estructura feudal. 

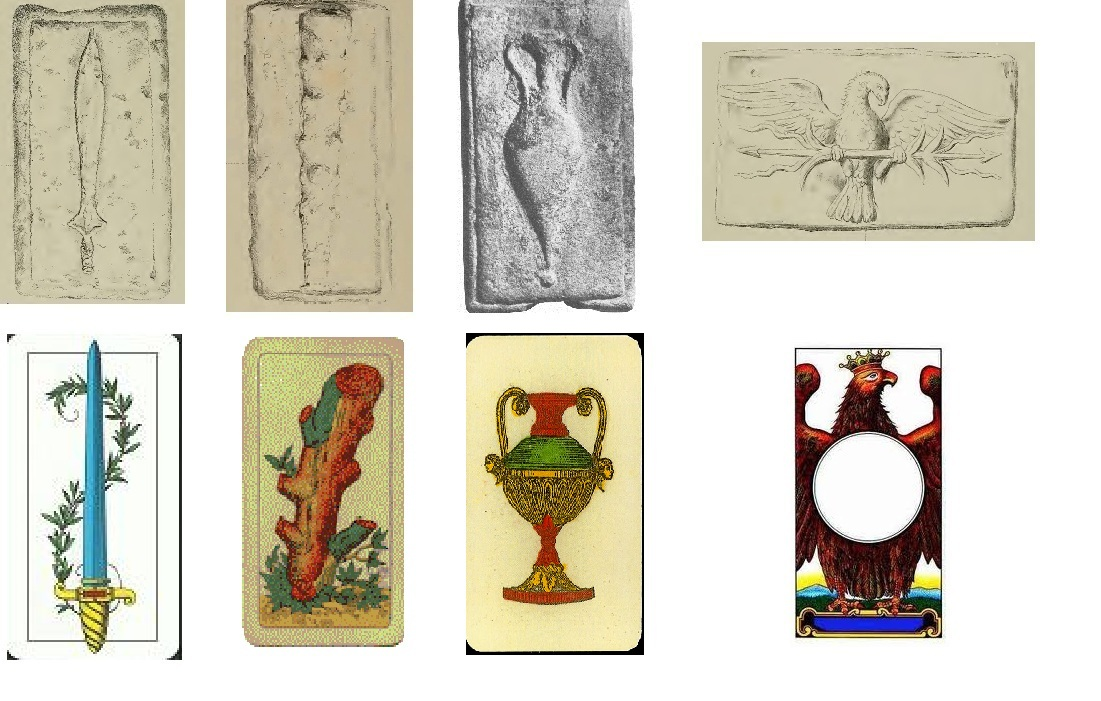
Aes signatum y ases modernos

Un decreto del Senado de Venecia de 1441 prohibiendo la introducción de naipes en la Señoría indica que su fabricación después de haber sido floreciente se hallaba en decadencia por las importaciones de barajas extranjeras. Los naipes del siglo XV que se conservan en Venecia y otras ciudades son más grandes que las de hoy y de un cartón grueso parecido al papel de algodón de los antiguos manuscritos. Las figuras resaltan sobre campo de oro y son: tres reyes, dos mujeres y dos sotas, una de ellas a caballo. Cada figura lleva un bastón, una espada o una moneda. Los colores parecen aplicados por medio de unos contramoldes.
En algunos naipes antiguos se pintaban mujeres en lugar de hombres sobre los caballos. En algunas zonas de Andalucía, los ases estaban representados en forma de muchachos desnudos.
Una nueva teoría es que los ases de ciertas barajas están directamente inspirados en las monedas romanas llamadas Aes.

## Evolución
A partir de la primitiva baraja española de 56 cartas —cuatro palos de catorce cartas— se creó la del Tarot, añadiendo veintidós naipes, sin palo específico, los arcanos mayores, y manteniendo el resto de la baraja. Parecido origen tuvo la llamada Minchiate.
Si bien es muy discutible, parece que la primera baraja distinta de la española fue la baraja alemana, con cuatro palos —campanas, hojas, corazones y bellotas) con diez números y tres figuras. Con el tiempo perdió los números 2 al 5, ambos inclusive, quedando una baraja de treinta y seis cartas.
Como la alemana, la baraja francesa, sustituye los números de las figuras por letras, R (roi), D (dame) y V (valet), soslayando así el maleficio del número trece, y, también como la alemana y la española más moderna, deja reducidas las figuras a tres. Sus palos son picas, corazones, tréboles y diamantes. La inglesa deriva de la francesa, cambiando los nombres de las figuras, J (jack), Q (queen) y K (king) y también del as (A).

### Significado de los palos en la baraja francesa
Algunos explican que los palos de la baraja francesa significan los cuatro pilares de la sociedad en la Edad Media:
- ♦ Diamante u Oros o Cocos o Rombos: economía de la Edad Media o también la monarquía;
- ♠ Picas o Espadas: ejército o también la nobleza de gran importancia en la época donde se libraron grandes batallas.
- ♥ Corazón o Copas: Iglesia o el clero que tomó gran importancia en la Edad Media.
- ♣ Trébol o Bastos o Flores: agricultura o también los plebeyos de la sociedad feudal.

## Expresiones relacionadas
- Carta falsa o carta blanca: en algunos juegos de naipes, la que no es triunfo o es de poco o ningún valor;
- carta falla: la que exige que se la falle en ciertos juegos de naipes;
- carta firme: la mayor del juego o la que gana a las que aún no se han jugado.

### Vocabulario
Amarraco, asistir, barajar, baza, cortar, envidar, fallar, guindis, mano, mazo, montar, pasar, pinta (señal) o seña, postre, renuncio, triunfo.
|              |
| As de picas. |

|                  |
| As de corazones. |

|                 |
| As de tréboles. |

|                  |
| As de diamantes. |

En algunos países se conoce la espada como «pica», «corazón negro» y el diamante como «rombo», «coco» o «brillo».

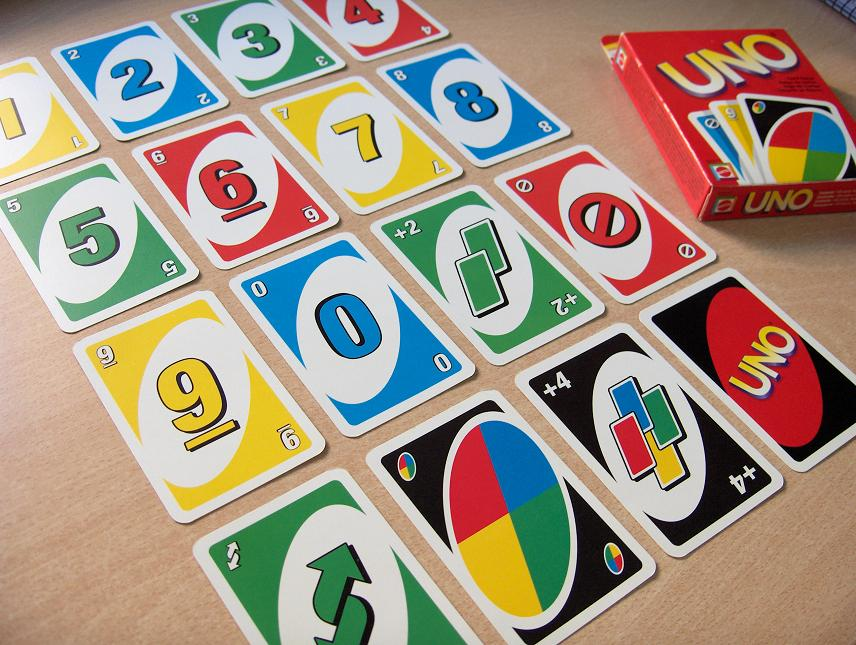
Las barajas numeradas se utilizan para juego tipo UNO.

## Fabricantes de barajas
- Bicycle, Estados Unidos.
- Naipes de Heraclio Fournier S.A., Vitoria, Álava, País Vasco, España.